# Jakob Hausheer

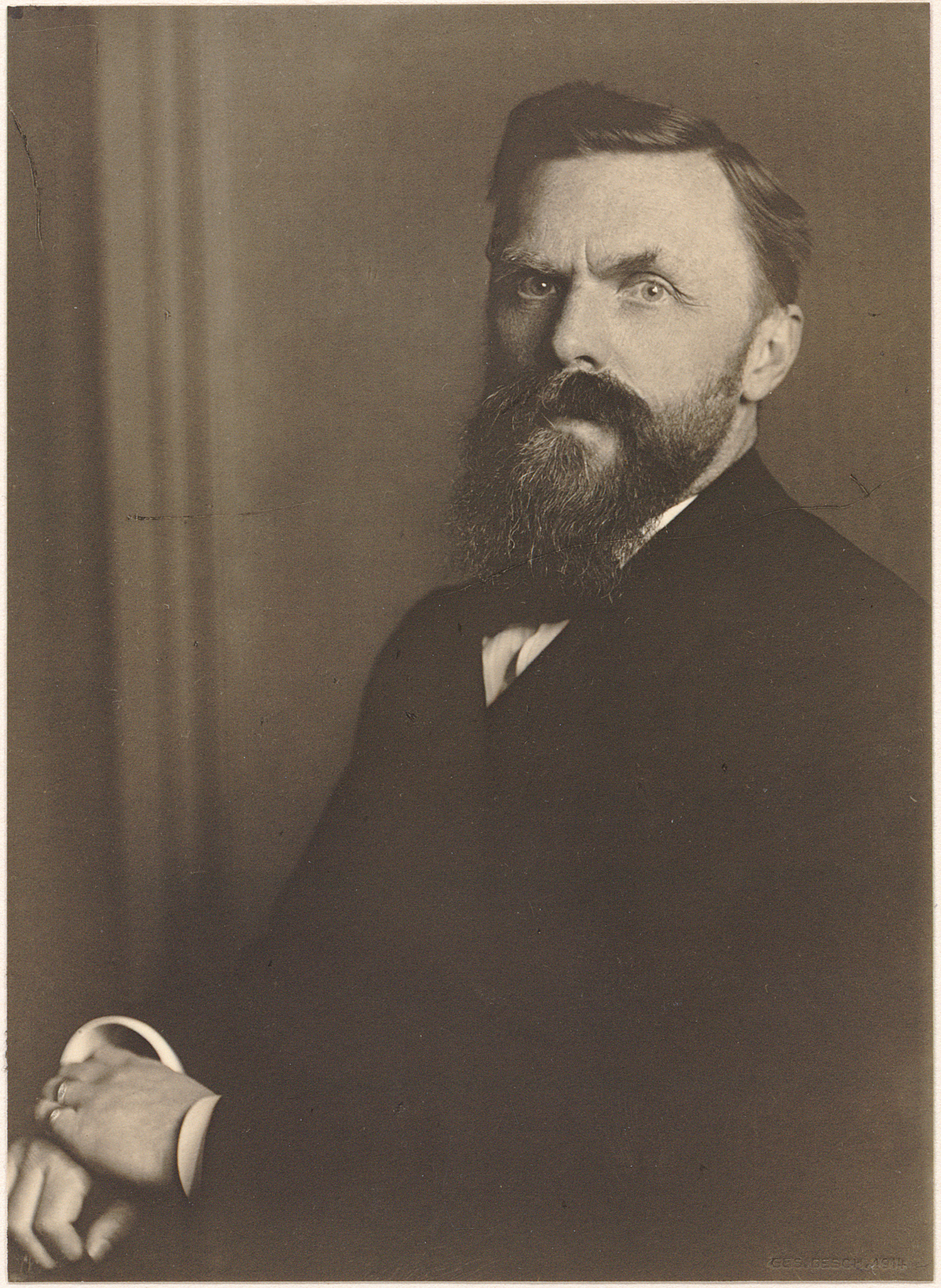
Jakob Hausheer, etwa 1914

Jakob Hausheer (* 11. Oktober 1865 in Wollishofen; † 7. Mai 1943 in Zürich) war ein Schweizer Theologe, Sprachwissenschaftler und Hochschullehrer.

## Leben

### Familie
Jakob Hausheer war das dritte Kind des Landwirts Johann Kaspar Hausheer (* 28. Juli 1838; † 10. Januar 1911) und dessen Ehefrau Anna Barbara (* 13. Februar 1837; † 14. Februar 1917), Weberin aus Mettmenstetten, Tochter des Winzers Hans Rudolf Weiss (1801–1882).
Am 14. Juli 1891 heiratete er Anna Friederike Theresia (* 18. Februar 1869; † 27. Juli 1913), Tochter des Schneiders Johannes Schnabel aus Zürich-Riesbach. Gemeinsam hatten sie zwei Kinder:
- Hermine Anna Hausheer (* 13. Juni 1892 in Riesbach), verheiratet mit Richard Stoffel;
- Werner Otto Hausheer (* 8. November 1894 in Zürich; † Februar 1970), Steuerrechtsberater.

Am 20. August 1936 heiratete er seine zweite Frau, Klara Barbara (geb. Reithaar) (* 9. Mai 1881; † 1966). Sie war die Witwe des 1910 verstorbenen Kantonsrats Jakob Wegmann, hatte 1914 den Herrliberger Pfarrer Johann Jakob Graf geheiratet, mit dem Hausheer über zwanzig Jahre lang in der Sektion Altes Testament gearbeitet hatte, und war von Johann Jakob Graf geschieden.

### Ausbildung
Nach einem Umzug der Familie im September 1872 nach Zollikon besuchte Jakob Hausheer dort die Volksschule und wuchs in kargen Verhältnissen auf.
Im Frühjahr 1878 wechselte er an die Kantonsschule Zürich und lernte bei Heinrich Steiner (1841–1889), der beim Alttestamentler Ferdinand Hitzig studiert hatte, die hebräische Sprache. Heinrich Steiner wurde, auch nach Beendigung der Schulzeit, sein wichtigster Lehrer.
Er immatrikulierte sich am 11. Oktober 1884 an der Universität Zürich und begann ein Studium der Theologie und der orientalischen Sprachen. Er hörte Vorlesungen bei Heinrich Steiner, der auch an der Universität Vorlesungen hielt, und bei Alexander Schweizer (Praktische Theologie, Neues Testament und Ethik), Otto Fridolin Fritzsche (Neues Testament und Kirchengeschichte), Aloys Emanuel Biedermann (Neues Testament und Systematik), Gustav Volkmar (Neues Testament) und Heinrich Kesselring (1832–1919) (Neues Testament und Praktische Theologie) sowie beim Privatdozenten Moritz Heidenheim, der semitistische und judaistische Veranstaltungen anbot. Im Sommer 1885 lernte er Aramäisch bei Heinrich Steiner und Sanskrit bei Heinrich Schweizer-Sidler. Dem Sanskritkurs folgten in den kommenden Semestern Vedische Interpretationsübungen bei Adolf Kaegi.
Im Herbst beendet er mit einem Zeugnis vom 3. November 1888 erfolgreich sein Studium. Er wurde am darauffolgenden Tag in Zürich ordiniert und Mitglied der Kirchensynode. Am 22. Oktober 1888 erhielt er das kirchliche Wahlfähigkeitszeugnis, das es ihm ermöglicht hätte, als Pfarrer tätig zu werden.
Auf Anraten Heinrich Steiners verbrachte er noch ein Studienjahr an der Universität Halle. An der Theologischen Fakultät besuchte er, abgesehen von Aramäische Grammatik bei Friedrich Baethgen (1849–1905), ausschliesslich Veranstaltungen bei dem in jenem Jahr nach Halle berufenen Emil Kautzsch. Hauptzweck seines Aufenthalts dort waren aber arabistisch-orientalistische Studien, und so hörte er bei Heinrich Thorbecke, einem Schüler Heinrich Leberecht Fleischers und Spezialist auf dem Gebiet der frühen arabischen Dichtung. 1889 schrieb er bei Andreas Heinrich Thorbecke seine Dissertation über die Mu‘allaqa des Zuhair mit der Kommentierung durch Ibn An-Naḥḥas, der ältesten vollständig erhaltenen Kommentierung dieses Texts. Die Doktorprüfung bestand er am 8. August 1889 cum laude; die Veröffentlichung seiner Dissertation, die notwendig war, um formal den Doktortitel zu führen, erfolgte jedoch erst 1905. Mit Urkunde vom 20. September 1905 wurde „Jacob Hausheer Helvetico“ in Halle zum Dr. phil. promoviert.

### Berufliches Wirken
Zunächst übernahm er 1889 eine Stelle als Religionslehrer an der Zürcher Ergänzungsschule, einer Fortsetzung der Primarschule, an der Zwölf- bis Fünfzehnjährige bis zur Konfirmation einmal pro Woche vor allem den Primarschulstoff wiederholten. Im Herbst 1890 wurde er „Hülfslehrer für Religion und Hebräisch“ am Zürcher Gymnasium. Zu seinen Schülern gehörten unter anderem Emil Brunner und William Wolfensberger, mit dem ihn eine Freundschaft verband. Sie endete mit dem vorzeitigen Tod Wolfensbergers durch die Spanische Grippe. Durch Wolfensberger war er auch mit dem damaligen Rektor Jakob Bosshart eng verbunden.
Vom Schuljahr 1892/1893 an unterrichtete er zusätzlich an der privaten Sekundarschule für Mädchen, die Stelle hatte er von Josephine und Anna Grebel in Zürich erhalten. Ab 1894 arbeitete er als Hilfslehrer für Latein und ab 1898 auch für Religionsgeschichte am Lehrerseminar in Küsnacht bei Zürich.
Ebenfalls 1904 nahm er am Internationalen Kongress für allgemeine Religionsgeschichte teil, der vom 30. August bis zum 2. September in Basel stattfand. Leonhard Ragaz, zu jener Zeit Pfarrer am Basler Münster, hatte ihm für diese Tage Unterkunft angeboten. Erster Sekretär des Kongresses war der Alttestamentler Alfred Bertholet.
Während er den gymnasialen Religionsunterricht 1905 abgab, behielt er die Stelle als Hebräischlehrer bis 1936.
Am 1. November 1905 erfolgte seine Ernennung als ordentlicher Professor für das Alte Testament und orientalische Sprachen an der Universität Zürich, als Nachfolger von Karl Viktor Ryssel. Zum Kollegium gehören Paul Wilhelm Schmiedel (Neues Testament), Konrad Furrer (Religionsgeschichte und Altes Testament), Gustav von Schultheß-Rechberg (1852–1916) (Systematische Theologie), Arnold Meyer (Neues Testament und Praktische Theologie), Emil Egli (Kirchengeschichte) und der Privatdozent Arnold Rüegg (1856–1933) (Kirchengeschichte). Am 17. Februar 1906 hielt er seine Antrittsvorlesung Zur Psychologie der Propheten. Zu seinen Studenten gehörten unter anderem Ludwig Köhler, Walter Baumgartner, Walter Nigg, Walther Zimmerli und Hans Wildberger (1910–1986), die auch seine Nachfolger wurden.
Nach dem Tod von Konrad Furrer übernahm er 1908 den Lehrbereich für Religionsgeschichte. Sein Lehrangebot umfasste nun auch Veranstaltungen wie „Allgemeine Religionsgeschichte“, „Buddhismus“, „Der Islam“, „Ausserchristliche Mystik“, „Tod und Jenseits in den ausserbiblischen Religionen“ oder „Das Gebet in den ausserchristlichen Religionen“.
Von 1912 bis 1914 war er erstmals Dekan der Theologischen Fakultät und von 1922 bis 1924 das zweite Mal.
Nachdem er 1934 von seinem Amt als ordentlicher Professor zurückgetreten war, bot er als Honorarprofessor nun vor allem philologische Veranstaltungen an, so im Sommer 1936 Äthiopisch, was er im Wintersemester 1941/1942 und 1942/1943 wieder aufnahm.
Nach seiner Dissertation publizierte er nichts mehr und verfügte, dass sein Nachlass nach seinem Tod verbrannt werde; es sollte verhindert werden, dass eine nicht autorisierte Fassung seiner Schriften und Erläuterungen in Umlauf kamen. Seine Bibliothek vermachte er der Universität Zürich. Nach seinem Tod wurde festgestellt, dass er sich neben den Sprachen Indiens auch mit dem klassischen Armenisch, mit dem Malaiischen, mit der Hausa-Sprache, mit Türkisch und mit Kisuaheli beschäftigt hatte.
Sein Leichnam wurde auf dem Friedhof Enzenbühl in Zürich beigesetzt. Das Grab wurde in den 1990er Jahren aufgehoben.

### Wissenschaftliches Wirken
Nachdem der Züricher Friedrich Paul David Bürkli 1896 verstorben war, kam dessen umfangreiche Orientalia-Sammlung der damaligen Stadtbibliothek Zürich als Schenkung zu. Da man für die Erfassung „der Werke mit Titeln in orientalischen Sprachen“ Fachleute brauchte, übernahm Jakob Hausheer gemeinsam mit Heinrich Suter die Katalogisierung der über tausend Bücher. Heinrich Suter war als Mathematiker an der Kantonsschule tätig und hatte bei Heinrich Steiner und Jakob Hausheer Arabisch gelernt.

### Mitarbeit an der Zürcher Bibel
Von 1907 bis 1931 war Hausheer als führender Mitarbeiter mit besonderer Zuverlässigkeit und Sprachgewalt bei der deutschen Übersetzung des Alten Testaments der Zürcher Bibel tätig. Zur Sektion Altes Testament gehörten damals neben Jakob Hausheer: Johann Conrad Gasser (1870–1951), Otto Roth (1872–1911), Johann Jakob Graf (1868–1948) (seit 1908), Konrad Furrer sowie Johann Jakob Straumann, Pfarrer in Dübendorf. Letzterer hatte bei Heinrich Fleischer in Leipzig studiert und war Präsident der Sektion Altes Testament.
Nach dem Tod Konrad Furrers wurde Jakob Hausheer Präsident der Plenarkommission der Bibelrevision und damit formal Leiter des gesamten Projekts. Die neue Zürcher Bibel wurde der Öffentlichkeit am 11. Oktober 1931 übergeben (Jakob Hausheers 66. Geburtstag und der 400. Todestag von Huldrych Zwingli). Am 1. November 1931, dem Reformationssonntag jenes Jahres, wurde die Bibel offiziell in der Zürcher Kirche eingeführt.
Zwei Jahre vor seinem Tod hatte Hausheer die Unterlagen für die angekündigte „wissenschaftliche Beilage“ zum Alten Testament verbrannt, wie er Walter Nigg Anfang 1942 sagte, der dies später zusammenfasste, ... die Beschaffenheit des alttestamentlichen Textes ist an zahlreichen Stellen von solch brüchiger Natur, dass seine Sinnerhellung oft nur in hypothetischer Weise geschehen kann. Wenn ich jetzt in einer wissenschaftlichen Beilage noch ausdrücklich auf alle jene Schwierigkeiten hinweise, wo ich genötigt war, eine Konjektur vorzunehmen, wenn ich noch ausführlich darlege, mit welcher Radikalität ich hierin vorgegangen bin, dann wird bei den kirchlich-theologischen Kreisen, die heute den Ton abgeben, helles Entsetzen entstehen. Diese Leute begehren ja gar nicht, von sich aus auf den Grund der Dinge zu sehen, aber wenn ich sie gleichsam darauf stosse, auf welch unsicherer Grundlage dieses alttestamentliche ‚Wort Gottes’ steht, auf dem sie ihren ganzen Kirchturm aufbauen, dann verbreiten sie diese Übersetzung keine Stunde länger. Ich aber will nicht ein halbes Leben umsonst gearbeitet haben.

### Trivia
Sein Sohn Werner hatte ihn zu einer Autofahrt nach Italien eingeladen, dort hatte das Fahrzeug eine Panne. Zur Überraschung des Sohns, der des Italienischen nicht mächtig war, konnte der Vater sich verständigen und erklärte auf Nachfrage des Sohns, er habe mal etwas zum Italienischen gelesen.

## Ehrungen und Auszeichnungen
- Jakob Hausheer erhielt am 18. November 1927 den Ehrendoktor der Theologischen Fakultät Basel.
- 1938 wurde er in Anerkennung seiner „langjährigen und vorzüglichen Dienste“ zum Honorarprofessor ernannt.

## Mitgliedschaften
- Am 17. Dezember 1884 wurde Jakob Hausheer in die Studentenverbindung Zofingia aufgenommen.
- Ab 1889 war er Mitglied in der Deutschen Morgenländischen Gesellschaft, deren Vorsitzender Andreas Heinrich Thorbecke war.
- Er wurde Mitglied der Lang-Stiftung[13], einer Stiftung, die aus Kreisen freisinniger Theologen hervorging und die Stipendien für das Theologiestudium vergibt. Das Amt des Präsidenten, das man ihm 1910 übertrug, übte er bis 1938 aus.
- Er wurde Angehöriger der Konkordatsprüfungsbehörde, der er seit dem 2. Dezember 1908 angehört. Es handelte sich um ein Gremium von Vertretern der in einem Konkordat zusammengeschlossenen Deutschschweizer Kirchen und theologischen Fakultäten, das für die Prüfungsabnahme zuständig war. In diesem Gremium blieb er bis 1935, bis er wegen eines Gehörleidens um seine Entlassung bat.

## Schriften (Auswahl)
- Die Mu‘allaḳa des Zuhair mit dem Kommentar des AbûĞa‘far Aḥmad Ibn Muḥammad An-Naḥḥâs. Berlin Verlag von Reuther & Reichard 1905.